# Saint-Paul (Vosgi)
Saint-Paul è un comune francese di 140 abitanti situato nel dipartimento dei Vosgi nella regione del Grand Est.

## Società

### Evoluzione demografica
Abitanti censiti